# Craig Stevens
Craig Julian Stevens (ur. 23 lipca 1980 w Sydney) – były australijski pływak, specjalizujący się głównie w stylu dowolnym.
Wicemistrz olimpijski z Aten w sztafecie 4 x 200 m stylem dowolnym (oprócz tego 8. miejsce na 1500 m stylem dowolnym), uczestnik Igrzysk Olimpijskich w Pekinie (25. miejsce na 400 i 15. miejsce na 1500 m stylem dowolnym). Mistrz świata z Barcelony w sztafecie 4 x 200 m stylem dowolnym, wicemistrz z Melbourne na 800 m stylem dowolnym. Mistrz świata na krótkim basenie z Moskwy w sztafecie 4 x 200 m stylem dowolnym.
Mistrz Pacyfiku z Jokohamy w sztafecie 4 x 200 m stylem dowolnym, brązowy medalista Igrzysk Wspólnoty Brytyjskiej z Manchesteru na 1500 m stylem dowolnym, 2-krotny brązowy medalista Igrzysk Dobrej Woli.